# Callie Cooke
Callie Cooke est une actrice britannique.

## Jeunesse
Cooke est originaire du Leicestershire. Elle a étudié à l'Arts Educational School (ArtsEd) et a obtenu un Bachelor of Arts en comédie
.

## Carrière
Après avoir obtenu son diplôme d'ArtsEd, Cooke a fait ses débuts professionnels sur scène dans Firebird, qui a été joué au Hampstead Theatre et aux Trafalgar Studios en 2015,. Pour sa performance, Cooke a été nommée pour le prix Emerging Talent aux Evening Standard Theatre Awards. Cooke a fait ses débuts à la télévision dans un épisode de 2016 du feuilleton médical de la BBC, Doctors. Elle est retournée au Hampstead Theatre pour Filthy Business en 2017 et The Strange Death of John Doe en 2018.
Cooke est également apparue dans la série BBC Three, Overshadowed, et dans le drame de BBC One, Informer. Elle a commencé à jouer le rôle d'Islene dans la série Britannia de Sky Atlantic. Cooke a fait ses débuts au cinéma dans la comédie L'Esprit s'amuse en 2020. La même année, elle a interprété Kimberley Doyle dans la série mystère de Netflix, Intimidation, et Nadia dans le drame de Channel 4, Adult Material.
En 2022, Cooke a joué plusieurs rôles principaux à la télévision : Tess Jones dans la série de la BBC, Rules of the Game, Esther dans Cheaters, et Carly dans Peacock, ainsi que Leila dans la série Wedding Season de Disney+ Star. L'année suivante, elle a joué le rôle de Shelly aux côtés de Lucie Shorthouse dans la comédie Henpocalypse! de BBC Two,.
En 2024, elle joue le rôle de Lindy Pepper-Bean dans l'épisode de Doctor Who Œil et Cerveau Bulle.